# Hannah Ryggen

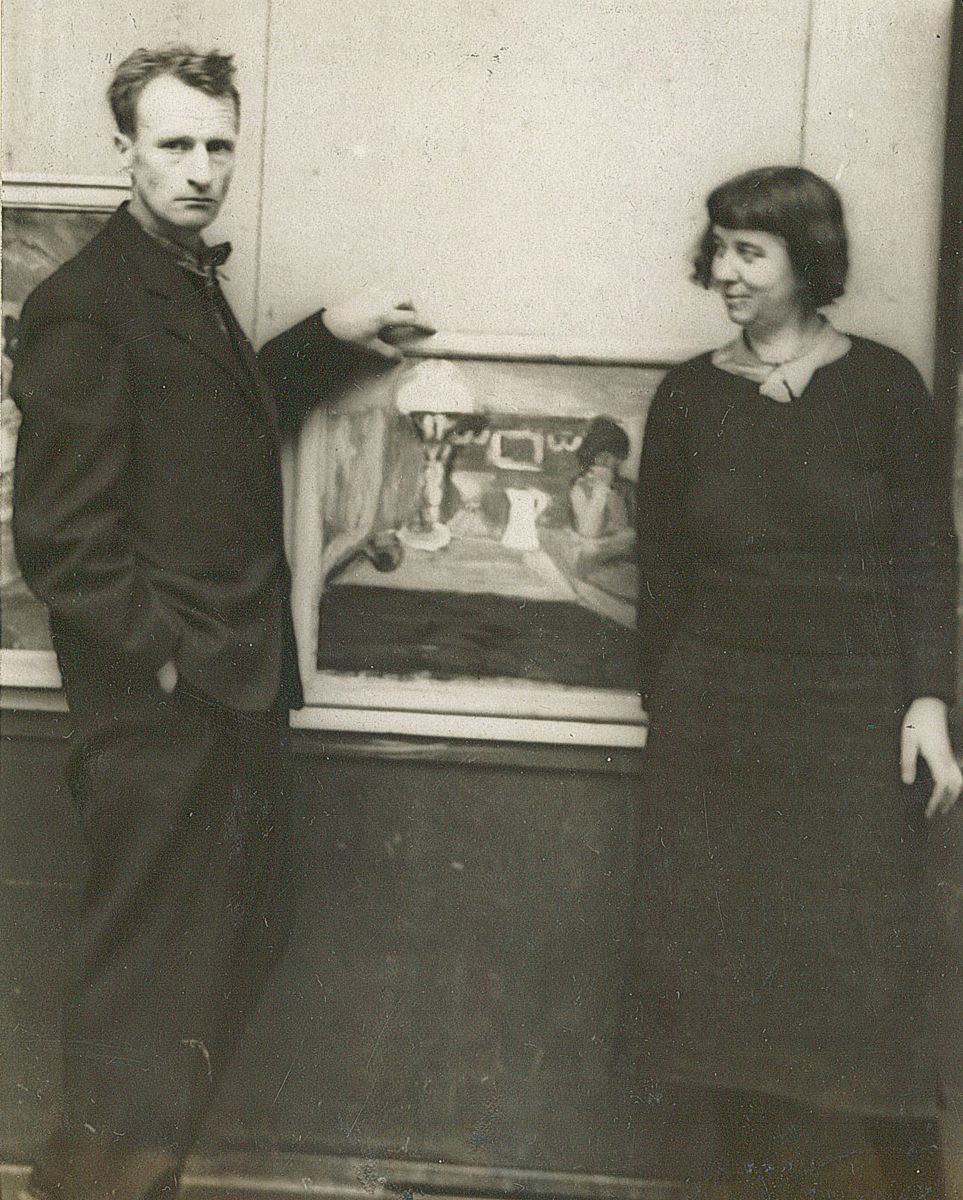
Hans und Hannah Ryggen, zweite Hälfte der 1930er Jahre

Hannah Ryggen (geb. Jönsson, * 21. März 1894 in Malmö; † 2. Februar 1970 in Trondheim) war eine schwedisch-norwegische Textilkünstlerin.

## Werdegang
Hannah Ryggen wuchs in der Provinz Schonen in Südschweden auf und arbeitete eine Zeitlang als Lehrerin. Nebenbei nahm sie privat Unterricht bei dem Maler Fredrik Krebs. 1922 lernte sie während einer Europareise in Dresden ihren späteren Ehemann, den norwegischen Landschaftsmaler Hans Ryggen (1894–1956) kennen. 1924 zog das Paar nach Ørland nahe dem Europäischen Nordmeer und lebte als Selbstversorger webend und malend auf einem kleinen Bauernhof.
Hannah Ryggen fertigte die Webarbeiten stehend an einem Webstuhl, den ihr Mann gebaut hatte. Handgesponnene und pflanzengefärbte Wolle waren ihr Material, mit dem sie direkt und ohne Vorskizzen ihre Ideen umsetzte. Das Motiv auf der Vorder- und Rückseite der Teppiche ist identisch. Die Themen beziehen sich auf spezifische Ereignisse, von denen Ryggen aus Zeitung oder Radio erfuhr.

„Ich bin eine Malerin, keine Weberin; eine Malerin, deren Werkzeug nicht der Pinsel ist, sondern der Webstuhl.“

Ryggen arbeitet auf der Schnittfläche zwischen traditionell skandinavischen Webtechniken und ihren künstlerischen Vorbildern Francisco de Goya, Pierre Bonnard und Paul Gauguin.

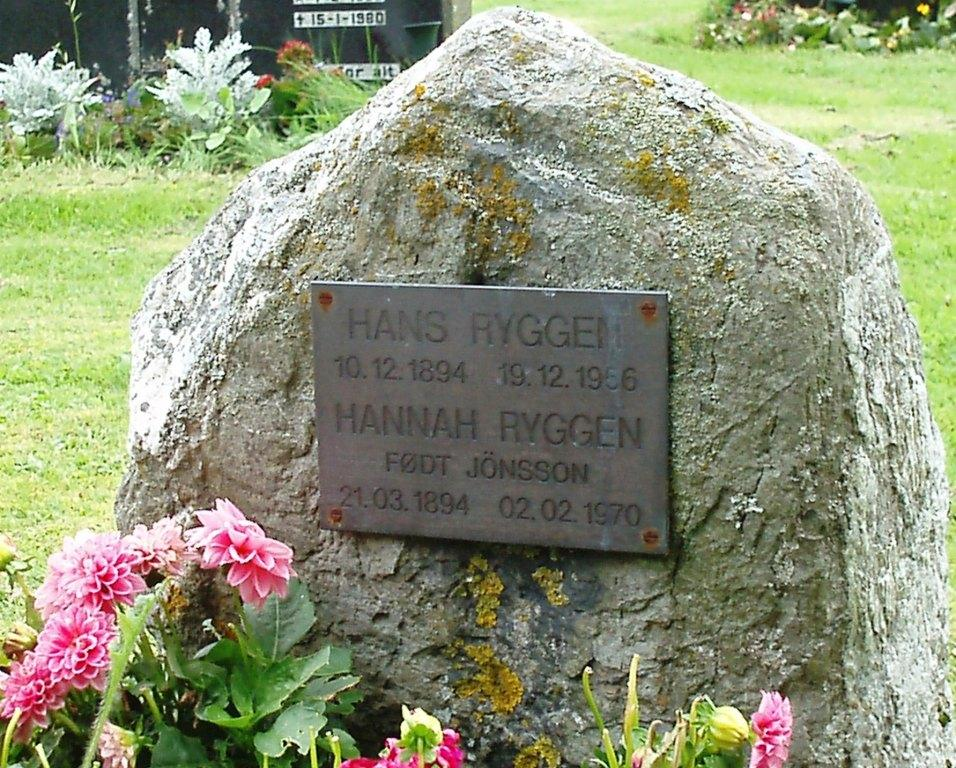
Grabstein des Ehepaars Ryggen

Während der deutschen Besetzung Norwegens im Zweiten Weltkrieg wurden in Ørland bis zu 7.000 deutsche Soldaten stationiert. In dieser angsterfüllten Zeit hängte die Pazifistin, Kommunistin und Feministin Ryggen ihre handgewebten Wandteppiche, die das Machtgefüge und die Gräueltaten der damaligen Zeit kritisch reflektierten, gut sichtbar auf eine Wäscheleine vor ihr Haus.

## Werke (Auswahl)

### Drømmedød/Tod der Träume (1936)
Ein Wandteppich (225 × 275 cm), der nicht nur gegen Goebbels und Hitler Anklage erhebt, sondern auch gegen den norwegischen Schriftsteller Knut Hamsun, der die Verurteilung des deutschen Journalisten und Friedensnobelpreisträgers Carl von Ossietzky durch die Nazis in einer Stellungnahme unterstützt hatte.

### Hitlerteppet/Der Hitlerteppich (1936)
Der Hitlerteppich thematisiert die Gräueltaten des NS-Regimes und die Verstrickungen der Kirche in den Nationalsozialismus.

### Jul Kvale (1956)
Dieses Werk unterstützt den norwegischen Parteiaktivisten Jul Kvale, der sich gegen den Beitritt Norwegens zur NATO engagierte.

### Vi lever på en stjerne/Wir leben auf einem Stern (1958)
Dieser Teppich ist Ryggens größtes Werk (300 × 400 cm), welches sie im Auftrag des norwegischen Regierungshauses in Oslo anfertigte. Im Werk ist zentral ein nacktes Paar abgebildet, um welches visuell grundlegende Themen wie Schöpfung, der Lebenszyklus und die Liebe behandelt werden. Am 22. Juli 2011 wurde der Teppich bei dem Bombenanschlag von Anders Behring Breivik, den er kurz vor dem Attentat auf der Insel Utøya begangen hat, beschädigt. Der Teppich wurde restauriert, eine Narbe ist jedoch sichtbar geblieben.

## Ausstellungen (Auswahl)

### Einzelausstellungen
- 1962: Moderna Museet, Stockholm.
- 1964: Biennale di Venezia, Venedig.
- 2016: Hannah Ryggen: Weaving the World. Moderna Museet Malmö. Katalog.[5]
- 2019: Schirn Kunsthalle, Frankfurt am Main

### Gruppenausstellungen
- 2012: dOCUMENTA (13), Kassel

## Auszeichnungen (Auswahl)
- 1959: Prinz Eugen-Medaille, Schweden
- 1962: Statens kunstnerlønn, Norwegen
- 1965: Ritter 1. Klasse Sankt-Olav-Orden[6]

## Radiofeature
- Marietta Schwarz: Die Textilkünstlerin Hannah Ryggen. Gewebte Geschichte(n). Deutschlandfunk, 11. Oktober 2019, abgerufen am 9. Oktober 2019.